# グリシルサイクリン系抗生物質
グリシルサイクリン系抗生物質（英：Glycylcyclines）はテトラサイクリンに由来する抗生物質群である。これらのテトラサイクリンのアナログは、テトラサイクリン耐性の2つの一般的な作用機序、すなわち後天的なefflux pumpsやリボソームの保護により媒介される耐性に対応するために特別に設計されている。現在、チゲサイクリンは抗生物質として承認されている唯一のグリシルサイクリン系抗生物質である。

## 歴史
これらの薬剤の開発に拍車をかけたのは、テトラサイクリン系抗生物質に対する耐性菌の増加であった。これらの薬剤は、1990年代初頭にテトラサイクリン系抗生物質に修正を加えることで初めて合成された。ミノサイクリンの9位にbulky N,N-ジメチルグリシルアミド側鎖を付加することで、この化合物は、後天的なefflux pumpsやリボソームの保護により媒介されるテトラサイクリン耐性の影響を受けにくくなった。この最初の研究を発展させ、臨床使用可能な最初のグリシルサイクリン系抗生物質であるチゲサイクリンが合成された。

### 承認
- チゲサイクリン（2005年5月27日FDA承認）[1]。

## 作用機序
グリシルサイクリン系抗生物質はテトラサイクリン系抗生物質と同様の作用機序を持つ。タンパク質の合成を阻害により細菌の増殖を阻害する。いずれの抗生物質も30Sリボソームサブユニットに結合し、アミノアシルtRNAがリボソームA部位に結合するのを阻害する。しかし、グリシルシクリン系抗生物質はテトラサイクリン系抗生物質よりも効果的に結合するようである.。

## 耐性機序
グリシルサイクリン系抗生物質は後天的なefflux pumpsやリボソームの保護により媒介されるテトラサイクリン耐性を有する生物に対してより高い有効性を示すが、シュードモナス属やProteaeなどのchromosomal efflux pumpsを有する生物に対しては有効でない。

## 副作用と禁忌
グリシルサイクリン系抗生物質はテトラサイクリン系抗生物質と同様の副作用や禁忌がある。副作用として吐き気・嘔吐、頭痛、光線過敏、成長中の歯の変色、胎児への傷害などがある。
胎児に障害を及ぼす危険性があるため、妊婦には投与すべきではない。さらに、歯の変色のリスクがあるため、歯の発育期には投与すべきではない。グリシルサイクリン系抗生物質はテトラサイクリン系抗生物質と類似しているため、テトラサイクリン系抗生物質に対する過敏症は、グリシルサイクリン系抗生物質に対する過敏症を誘発する可能性がある。したがって、グリシルサイクリン系抗生物質はこれらの患者には慎重に使用すべきである。